# Raionul Lîpova Dolîna, Sumî
Lîpova Dolîna (în ucraineană Липоводолинський район, transliterat: Lîpovodolînskîi raion) este un raion în regiunea Sumî, Ucraina. Reședința sa este așezarea de tip urban Lîpova Dolîna.

## Demografie
Componența lingvistică a raionului Lîpova Dolîna
     Ucraineană (97,73%)
     Rusă (1,85%)
     Alte limbi (0,14%)
Conform recensământului din 2001, majoritatea populației raionului Lîpova Dolîna era vorbitoare de ucraineană (97,73%), existând în minoritate și vorbitori de rusă (1,85%).